# フランク・パーヴィス
フランク・プライアー・パーヴィス（Frank Prior Purvis、1850年4月18日 - 1940年2月20日）は、明治時代にお雇い外国人として来日したイギリスの船舶工学者である。

## 経歴・人物
1901年（明治34年）日本政府の招聘により来日した。1920年（大正9年）に帰国するまで東京帝国大学（現在の東京大学）に雇われ、そこで滞日していた同郷で同じ船舶工学者であったパーシー・アーチボルド・ヒルハウスと共に造船学の教鞭を執った。
これによって多くの技術者を輩出し、帰国した翌1921年（大正10年）に同大学の名誉教授に認定された。